# Řevnice
Řevnice – miasto w Czechach, w kraju środkowoczeskim.
Według danych z 31 grudnia 2003 powierzchnia miasta wynosiła 1014 ha, a liczba jego mieszkańców 2908 osób.

## Demografia
| Rok             | 1970 | 1980 | 1991 | 2001 | 2003 |
| --------------- | ---- | ---- | ---- | ---- | ---- |
| Liczba ludności | 3428 | 3306 | 2966 | 2956 | 2908 |

Źródło: Czeski Urząd Statystyczny